# Pittosporum balfourii
Pittosporum balfourii är en tvåhjärtbladig växtart som beskrevs av Georg Cufodontis. Pittosporum balfourii ingår i släktet Pittosporum och familjen Pittosporaceae. Inga underarter finns listade.